# Aase Handberg
Aase Handberg er en dansk klinisk professor i klinisk biokemi inden for området ”Sygdomsmekanismer i livsstilsrelaterede sygdomme” ved Klinisk Institut og Klinisk Biokemisk Afdeling ved Aalborg Universitet og Aalborg Universitetshospital. 

## Uddannelse
Aase Handberg opnåede i 1984 sin kandidatgrad i medicin. I 1995 blev hun dr.med. ved det Medicinske Fakultet på Københavns Universitet på doktorafhandlingen: ”Glucose Transporters and Insulin Receptors in Skeletal Muscle. Physiology and Pathophysiology”. Doktorafhandlingen omhandlede en særlig fokus på insulin-receptorer og glukose-transportører. Efterfølgende påbegyndte Handberg sin lægelige videreuddannelse i Aarhus og opnåede tilladelse til selvstændigt virke som læge september 2000, og speciallæge i klinisk biokemi i maj 2005.

## Karriere
Aase Handberg blev i 2014 ansat som professor i Klinisk Biokemi ved Aalborg Universitet og Aalborg Universitetshospital.
Aase Handbergs forskningsområde har cirkuleret omkring sygdomsmekanismer, der ligger bag insulinresistens, det metaboliske syndrom og udvikling af type 2-diabetes. Handbergs fokus har især været rettet imod betydningen af ektopisk fedt og den rolle, fedtsyretransportøren CD36 spiller heri.
Aase Handberg har med sin forskning påvist, at CD36 kan måles i en blodprøve og i en række studier dokumenteret, at CD36 i blodet er en markør for ophobning af ektopisk fedt og er associeret med insulinresistens, det metaboliske syndrom, åreforkalkning, fedtlever og type 2-diabetes. Dette er sket i løbende samarbejde med Associate Professor, Majken Jensen, ved Harvard Medical School.
Siden Aase Handbergs ansættelse ved Aalborg Universitetshospital har hendes forskningsgruppe også arbejdet med mikrovesikler i blodet stammende fra blod og karvægs-celler som markør for nogle af de underliggende mekanismer bag åreforkalkning.
Derudover har Aase Handberg også været medvirkende til at udvikle og validere metoder til karakterisering af organspecifikke mikrovesikler med small-particle flow cytometri, specielt metoder til at måle lever-mikrovesikler og deres fænotype ved histologisk verificeret NAFLD og NASH.
Yderligere arbejder hun med mikrovesikler fra skeletmuskel og muskelmetabolisme, samt karvægsmikrovesikler og atherosklerose hos diabetespatienter.